# حنكه الصفاء (المفلحي)

تعديل مصدري - تعديل

حنكه الصفاء هي إحدى قرى عزلة المفلحي بمديرية المفلحي التابعة لمحافظة لحج، بلغ تعداد سكانها 93 نسمة حسب تعداد اليمن لعام 2004.